# NGC 817
NGC 817 est une galaxie spirale située dans la constellation du Bélier. NGC 817 a été découverte par l'astronome américain Lewis Swift en 1886.

## Caractéristiques
Sa vitesse par rapport au fond diffus cosmologique est de 4 247 ± 19 km/s, ce qui correspond à une distance de Hubble de 62,6 ± 4,4 Mpc (∼204 millions d'al).
NGC 817 présente une large raie HI.
En raison d'une brillance de surface égale à 11,61  mag/am2, on peut qualifier NGC 817 de galaxie présentant une brillance de surface élevée.